# 石清尾八幡宮

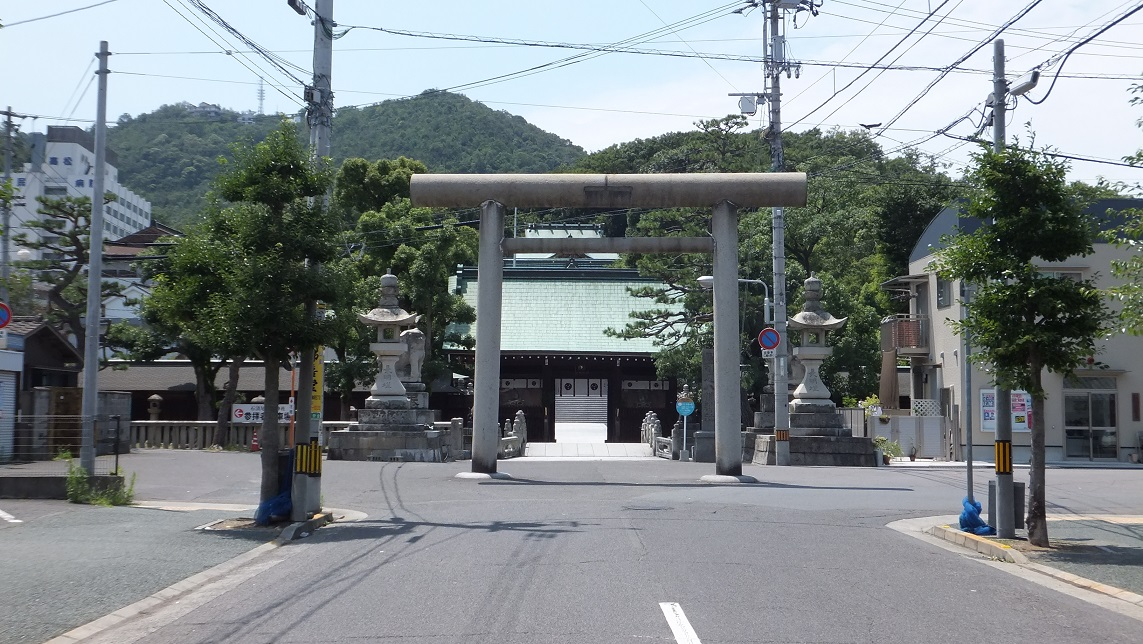
八幡通り起点より参道を見る

石清尾八幡宮（いわせをはちまんぐう）は、香川県高松市宮脇町一丁目にある神社。
通称「おはちまんさん」「いわせをさん」と呼ばれ、高松の氏神、高松総鎮守として崇敬を集めている。境内には香川県神社庁が所在している。

## 概要
祭神は足仲彦命（仲哀天皇）、誉田別命（応神天皇）、息長帯姫命（神功皇后）。
高松市中心市街地の南西部、石清尾山の裾野に鎮座している。高松の氏神だけあり、初詣などには多くの参拝客が訪れるほか、市立祭や例大祭では参道から御旅所まで続く八幡通り約670mを歩行者天国にして露店が立ち並ぶなど、高松市内の神社祭事でも最大規模の祭りとなる。

## 歴史
伝説による由緒は918年（延喜18年）、八幡大神が讃岐国香川郡野原庄（現・高松市）の赤塔山（現・石清尾山）に現れて、これを祭ったものと伝えられている。もう一つの由緒は、当時の国司が京都の石清水八幡宮の分霊を亀ノ尾山上に祭ったというものである。社名も石清水と亀ノ尾の名を併せて石清尾八幡宮と称したとされる。
石清尾山には、多数の古墳からなる石清尾山古墳群があり、この地域が早い時代から栄えていたことが窺える。
1309年（延慶2年）、大般若経と五部大乗経が納められる。この大般若経は荘園の鎮守などに供えられるものであり、古くから石清尾八幡宮が野原荘の鎮守として崇敬されてきた証拠となるものである。
南北朝時代、室町幕府管領の細川頼之は細川清氏との合戦に臨み、石清尾八幡宮に臣下を派遣し、戦勝祈願を行う。1363年4月、合戦に勝利した頼之は戦勝奉賛祭を行い、社殿の改築や武具の奉納などを行った。この時に行われた市が頼之の呼び名「右馬頭（うまのかみ）」の名にちなみ、「右馬頭市」と呼ばれるようになる。この右馬頭市は現在も続く祭事の一つ、市立祭（いちだてさい）の起源である。
1588年、豊臣政権下で讃岐国一国の領主となった生駒親正は野原の地を本拠と定め、この地を高松と改称し、高松城（玉藻城）を築城するとともに、石清尾八幡宮を府城の鎮護として社領24石を寄進した。
生駒騒動で生駒氏が讃岐を去った後、水戸徳川家から高松藩主になった松平頼重は、1642年と1666年の二回にわたり、石清尾八幡宮の大造営を行う。それまで山の上にあった社殿を今の場所に移したとも、または現在の場所に既にあったので移動せずに工事を行ったとも言われ、二つの説がある。その後頼重は当社を高松城下町の大社・氏神と定め、多数の宝物や放生会の規定、社領202石を寄進する。現在の境内の姿と、絢爛豪華な御神輿行列は、ほぼこの時代に完成する。
以降の歴代藩主も当社を崇敬し、宝物や灯籠を寄進している。
1872年、県社に列格。
1986年、火災により本殿と上拝殿が焼失したが1989年にそれぞれ改築され、下拝殿なども同時に修復された。
1998年、氏子の有志により「八幡神交会（はちまんしんこうかい）」が発足する。
2007年、前年より行われていた境内の改修工事が竣工。拝殿前の石段の傾斜緩和や参道の石畳の張り替え等が行われた。
2018年、創建より1100年を迎えたことにより、「創祀千百年祭」を斎行する。稚児行列や奉祝奉賛行事、舞楽の奉納、餅投げなどが行われた。

## 境内
- 本殿　　　1989年再建。
- 上拝殿　　本殿と同じく1989年再建。
- 下拝殿　　1881年建立。
- 絵馬堂　　1893年建立。
- 神輿舎
- 恩頼堂　　1917年竣工の旧社務所。現社務所建設前に現在の場所に移設する。
- 社務所　　1978年竣工。
- 手水舎
- 隋神門　　1665年建立。

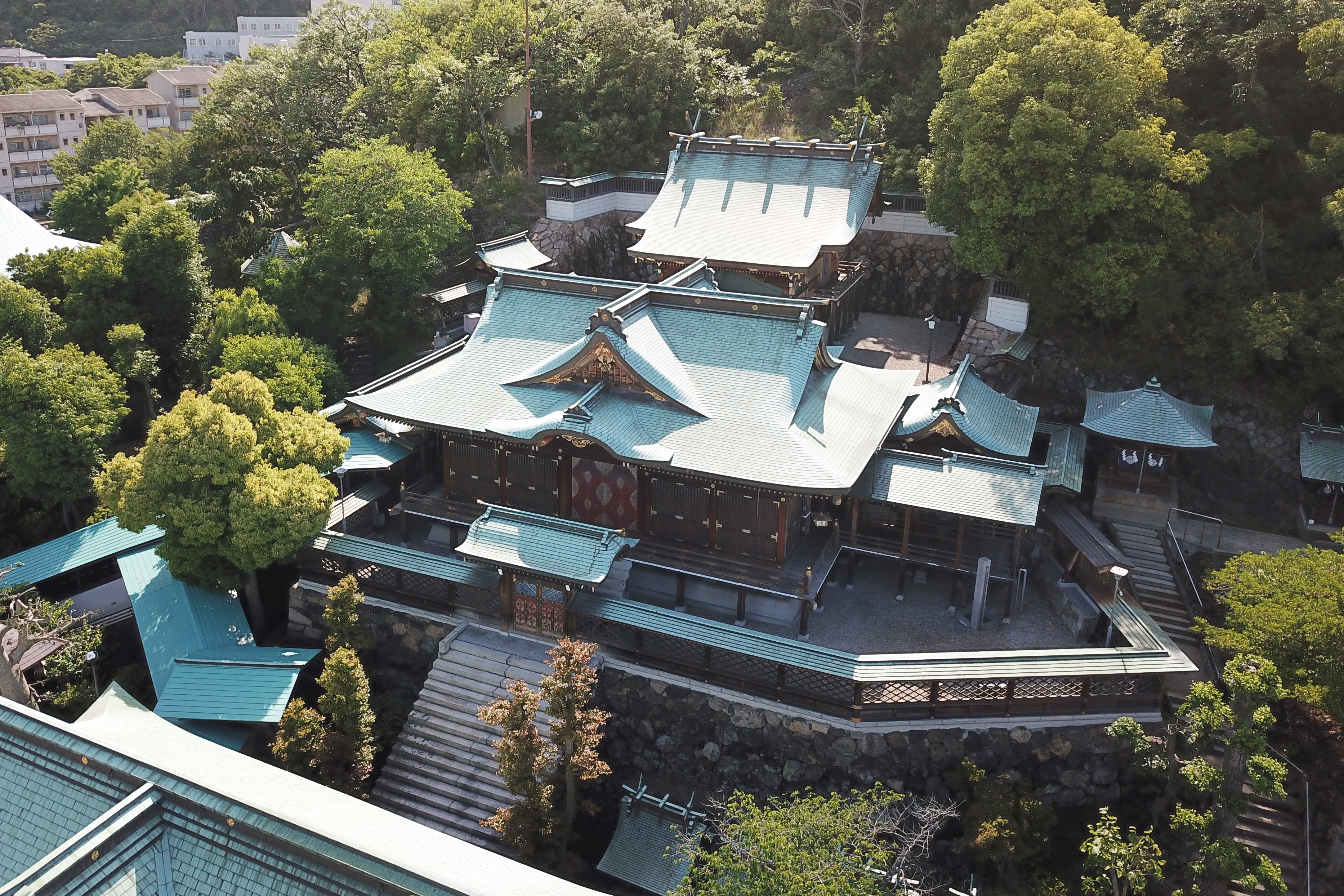
本殿（ドローン撮影）
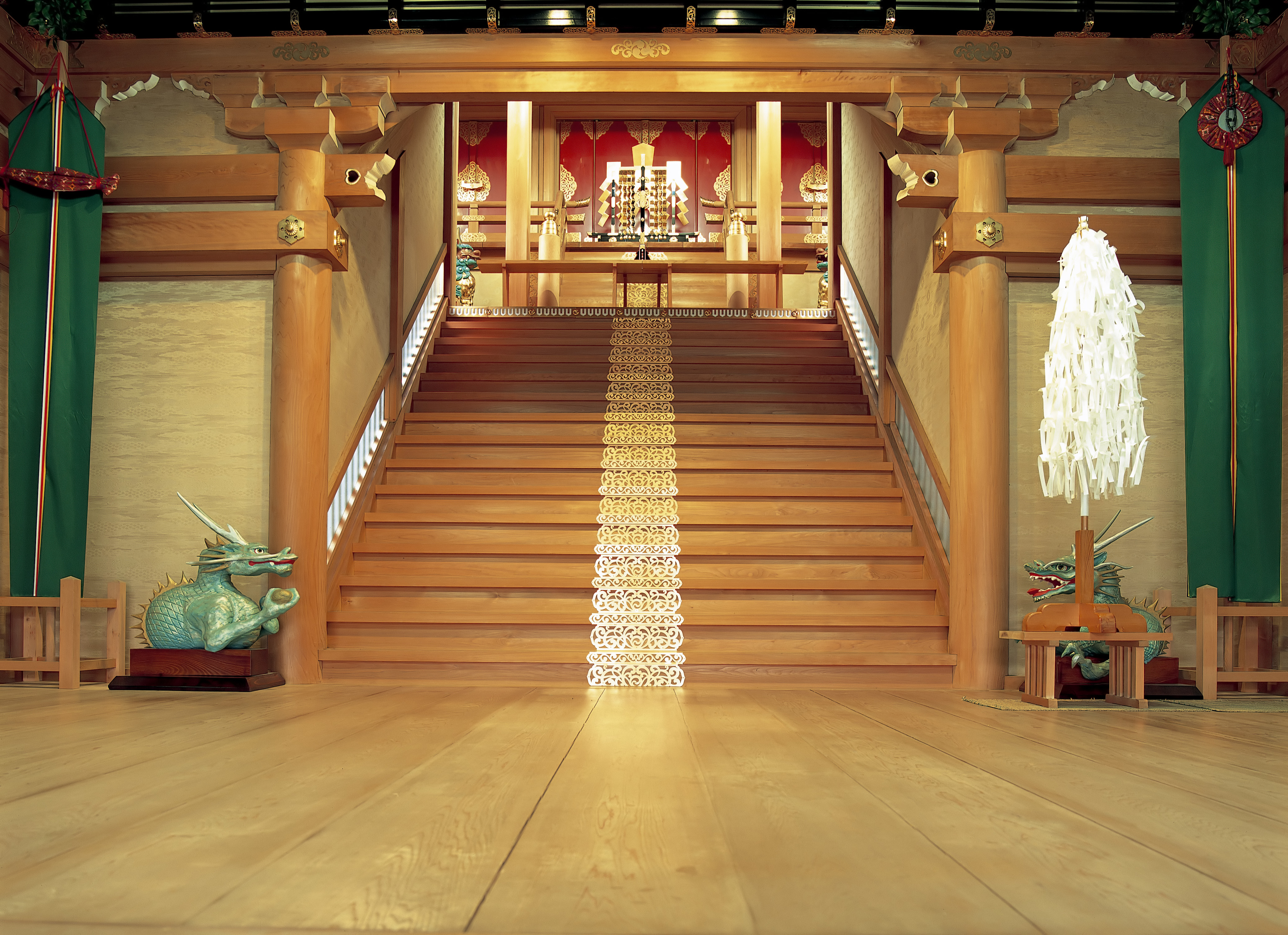
上拝殿（内部）
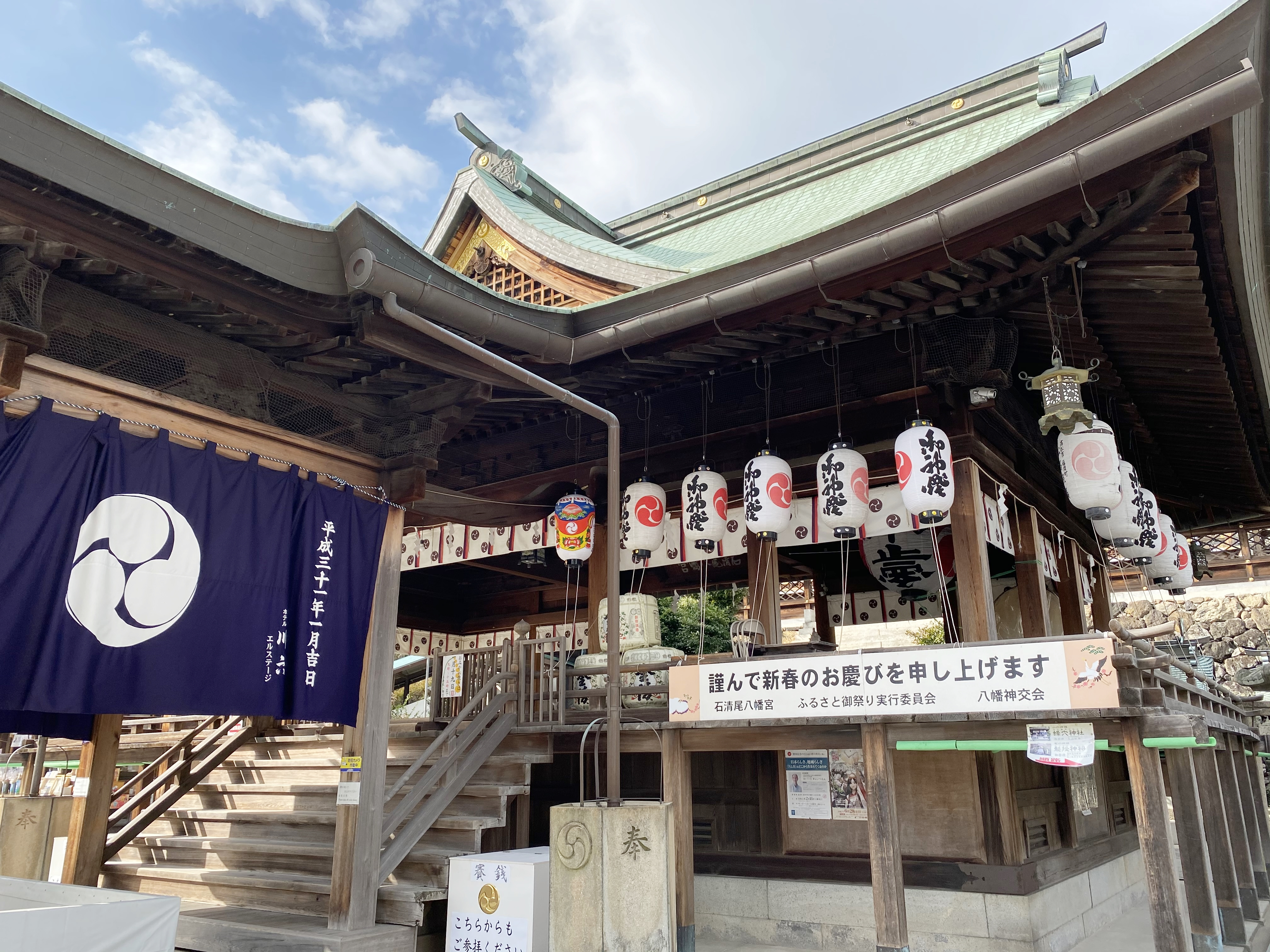
下拝殿
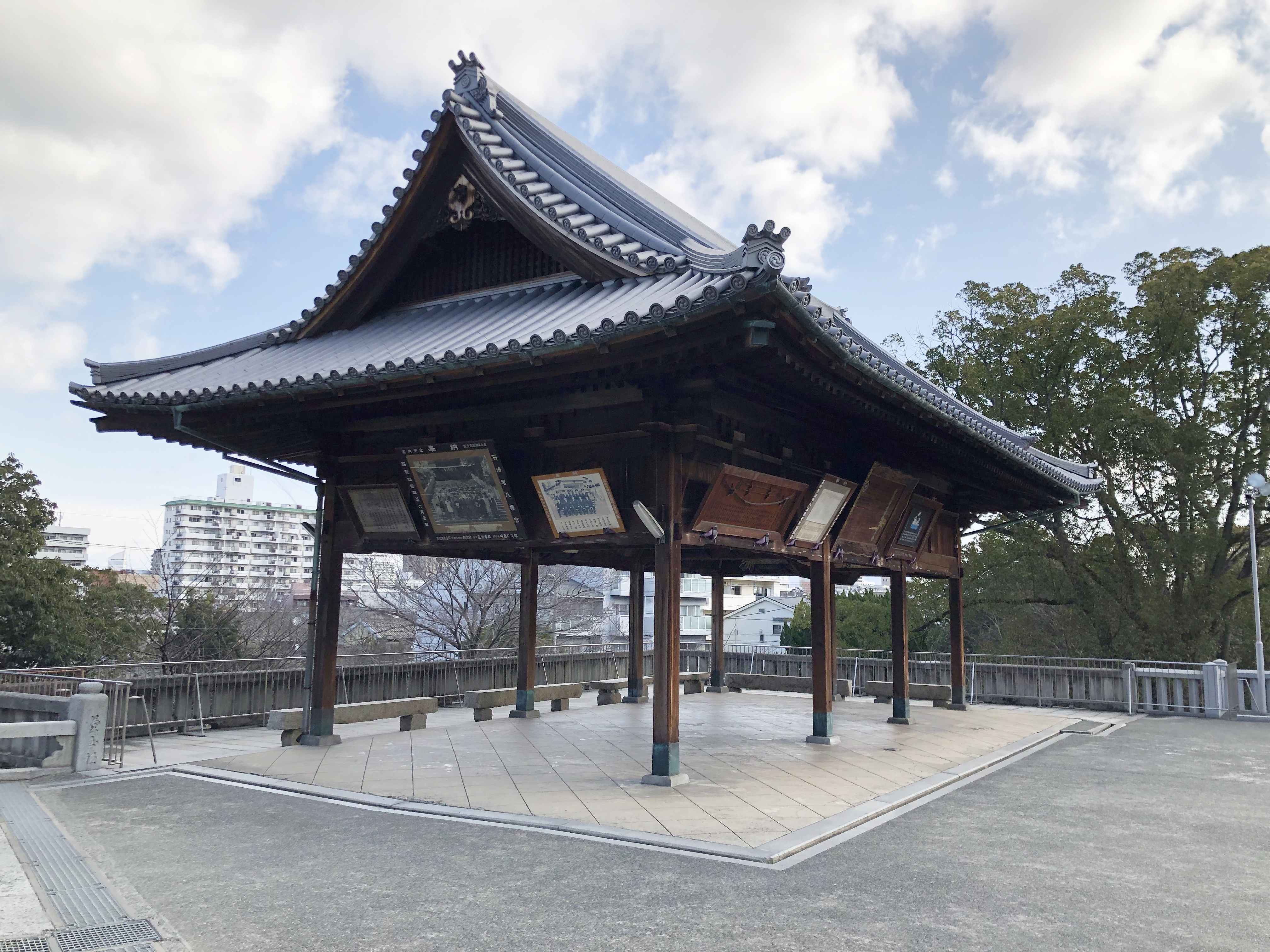
絵馬堂
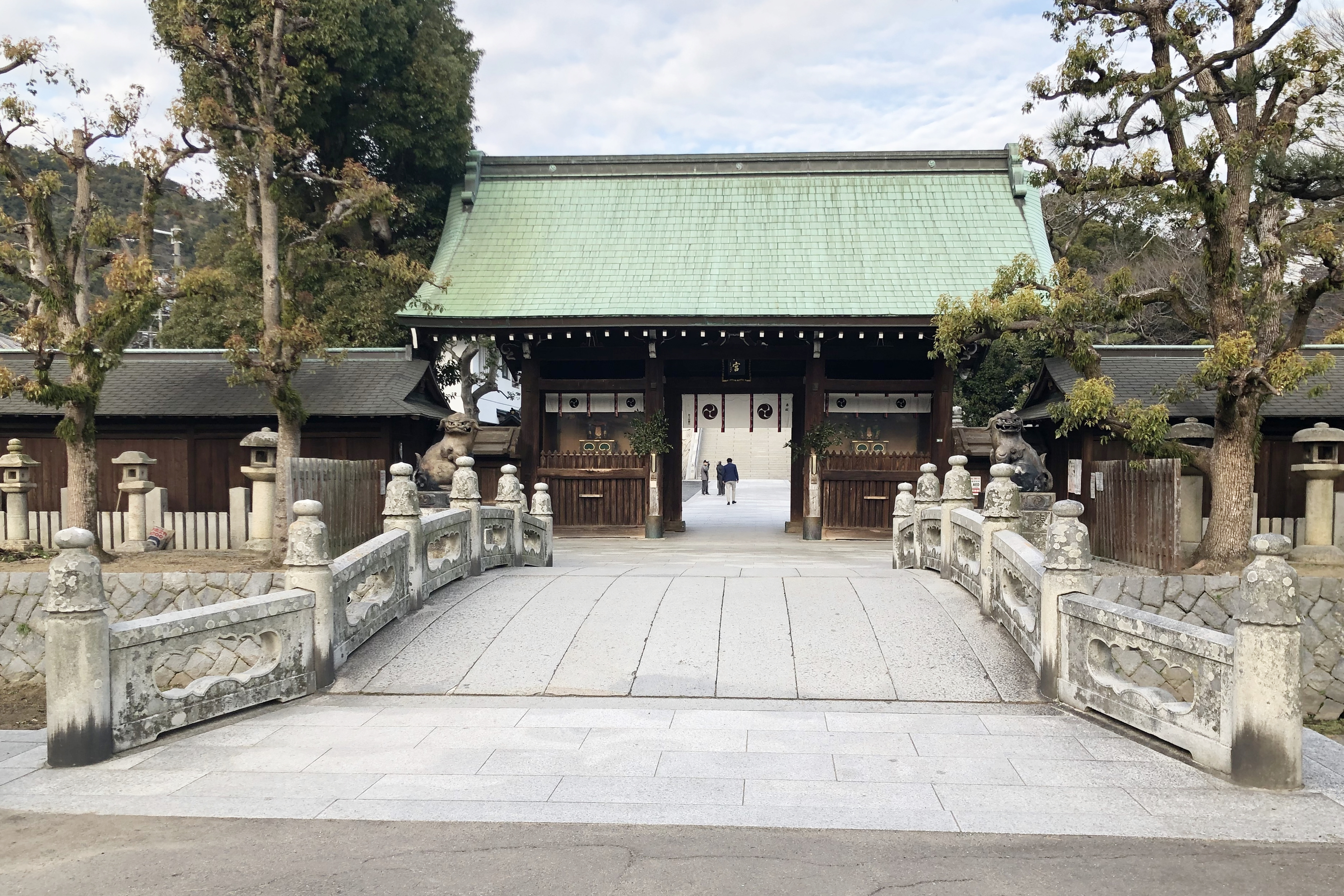
随身門

## 末社
- 神明社（しんめいしゃ）：本殿に向かって右側に鎮座。祭神は天照皇大神、住吉三神、藤原鎌足公

- 若宮社（わかみやしゃ）：本殿に向かって右側に鎮座。祭神は仁徳天皇
- 高良社（こうらしゃ）：祭神は武内宿禰
- 御先社（おんさきしゃ）：祭神は天之宇受売命、猿田彦命
- 廣瀬龍田五社（ひろせたつたごしゃ）：祭神は級長津姫命、級長津比売命、若宇賀能売命、少彦名命、大年命
- 北口霊社（きたぐちみたましゃ）：祭神は友安刑部霊、友安治部霊

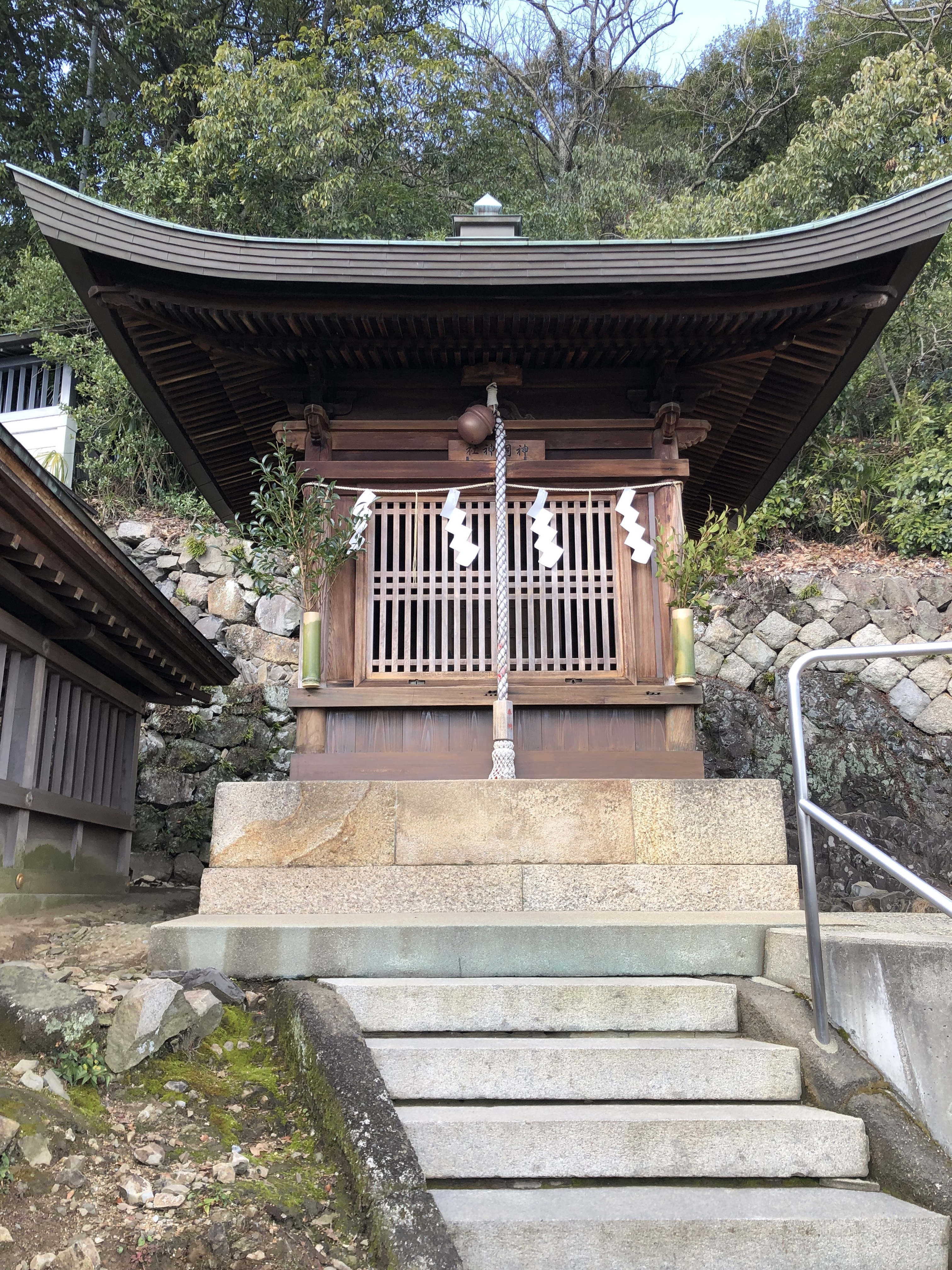
神明神社
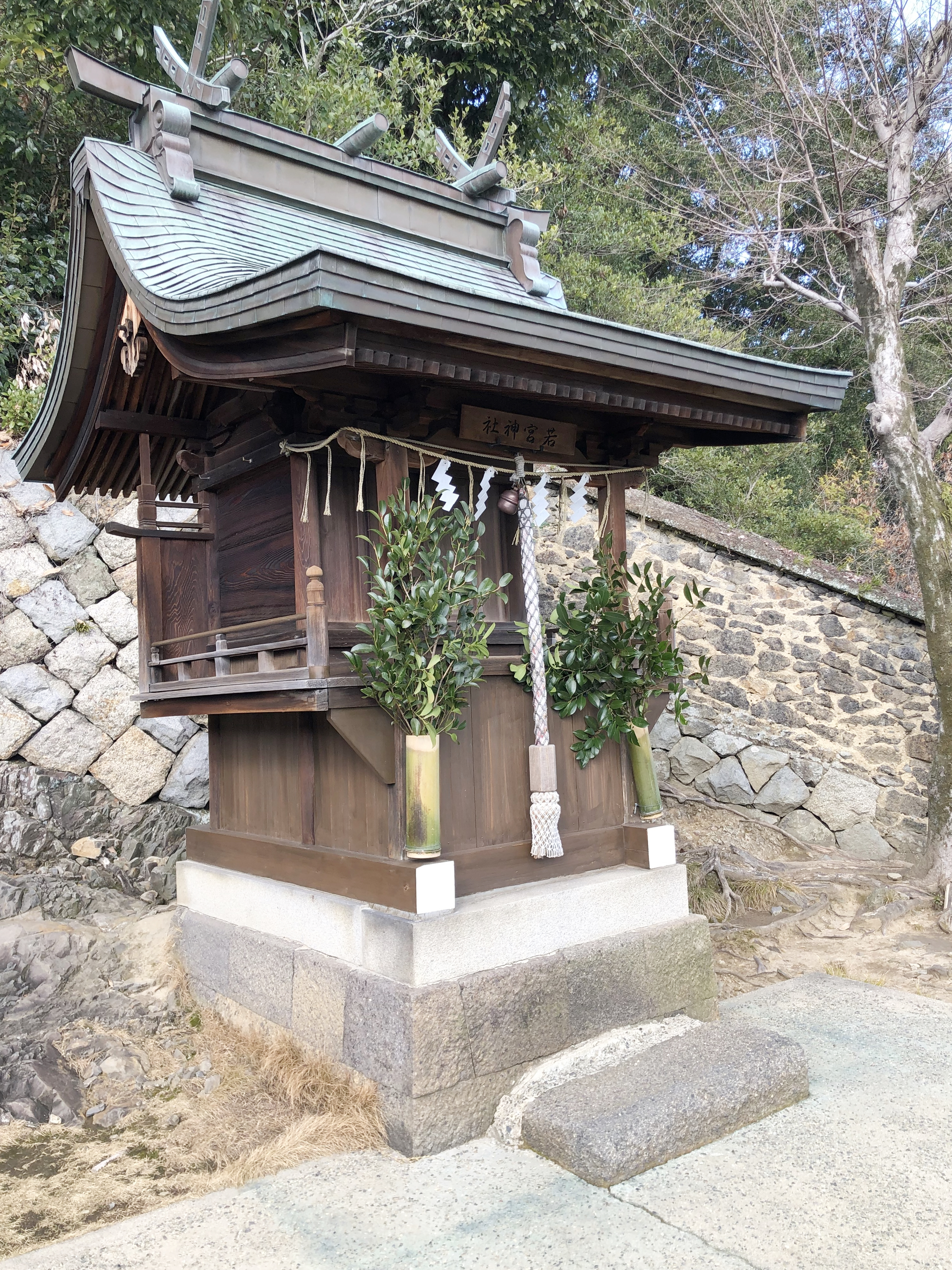
若宮神社
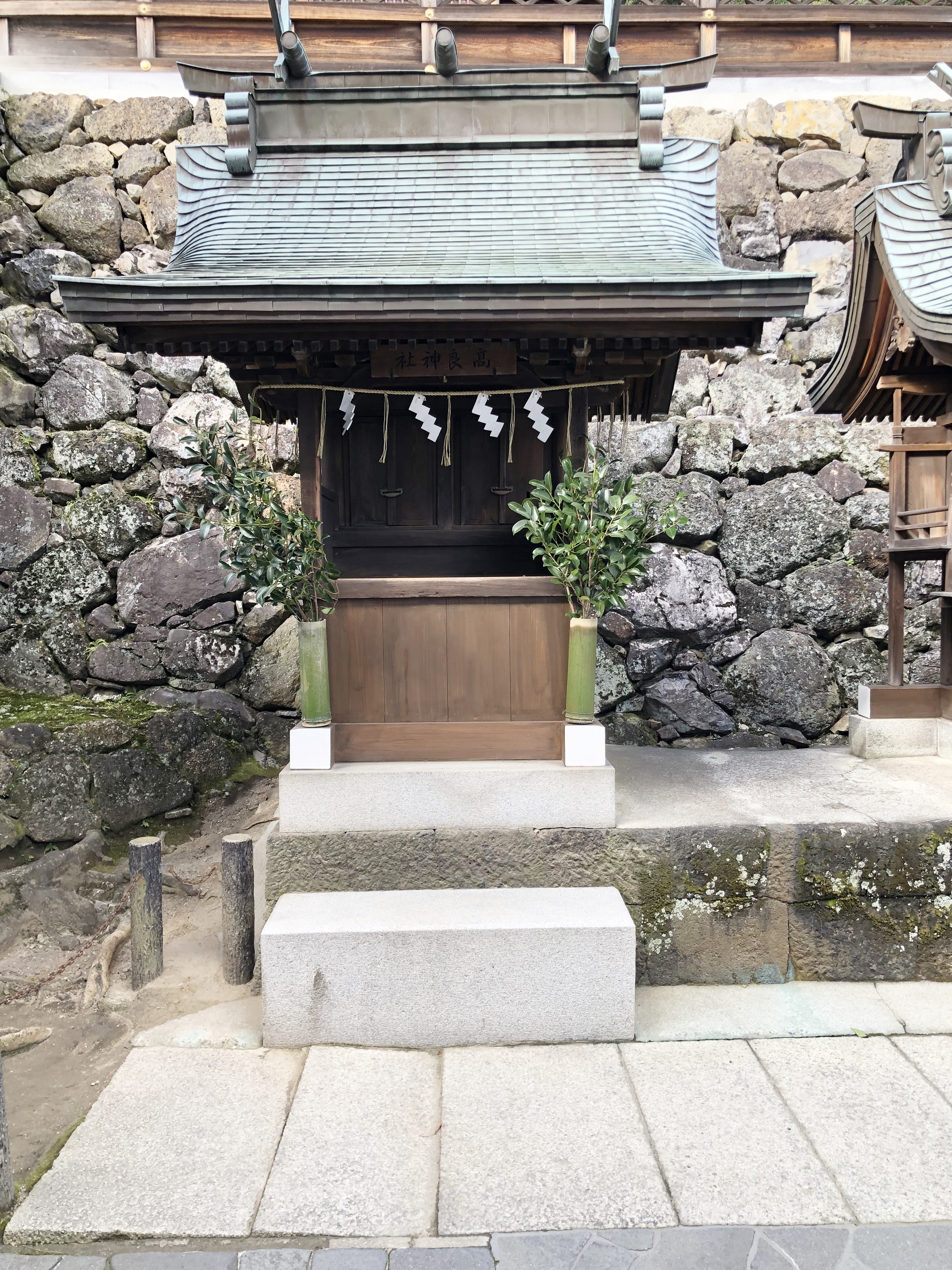
高良神社

## 境外

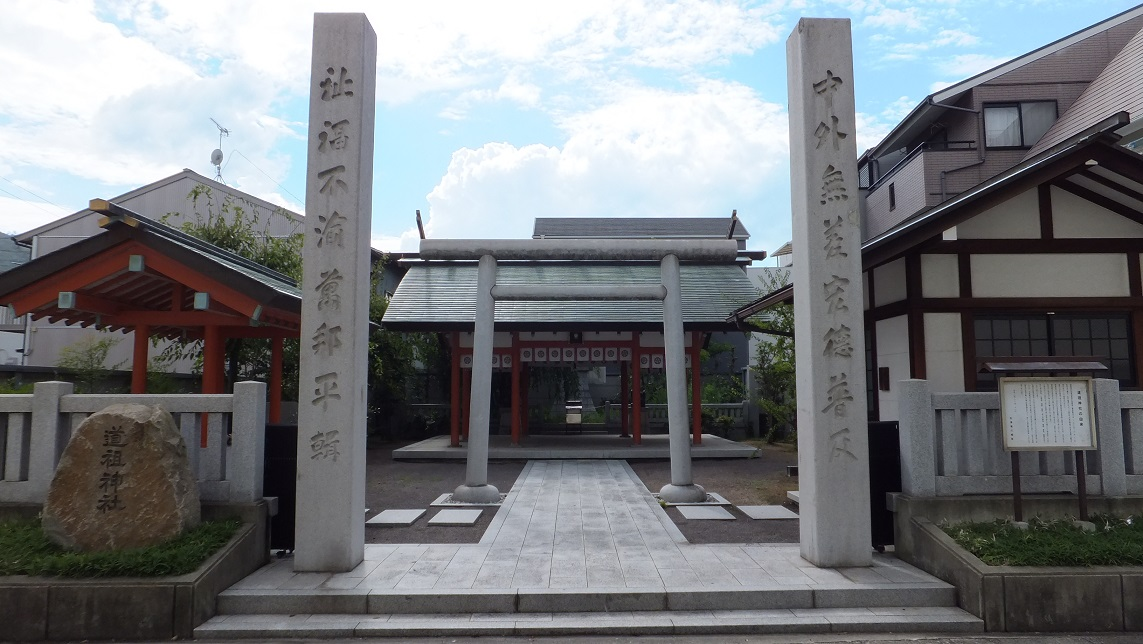
道祖神社（高松市亀岡町）

- 道祖神社 - 亀岡町の御旅所と英明高校西門付近に鎮座。高松空襲により焼失したが1996年に再建された。
- 蜂穴神社 - 石清尾山の北側に鎮座
- 髪授神祠 - 石清尾山の北側に鎮座
- 御旅所 - 亀岡町の八幡通り沿いにある。
- 八幡通り - 八幡宮の参詣道として整備された道。旧金毘羅街道途中の田町より分かれて西に八幡宮まで真っ直ぐ延びている[注釈 2]。市立祭（5月2日・3日）と例大祭（10月第3土曜日・日曜日）の時はこの通りに露店が立ち並び、歩行者天国となって多くの市民で賑わう。

## 祭事・神事
- 歳旦祭 - 1月1日
- 元始祭 - 1月3日
- 庭燎祭（おみかん焼き ）- 1月第3日曜日
- 建国祭 - 2月11日
- 祈年祭 - 2月17日
- 道祖神社例祭 - 5月2日
- 市立祭 - 5月2日・3日
- 大祓式 - 6月30日
- 蜂穴神社例祭 - 9月4日
- 例大祭 - 10月第3土曜日、翌日曜日
- 末社大祭 - 奇数月の15日に各社で行う
- 新嘗祭 - 11月23日
- 髪授神祠例祭 - 11月後半～12月初旬の吉日
- 大祓式 - 12月31日
- 除夜祭 - 12月31日
- 月次祭 - 毎月1日・15日
- 七五三詣 - 年中受付

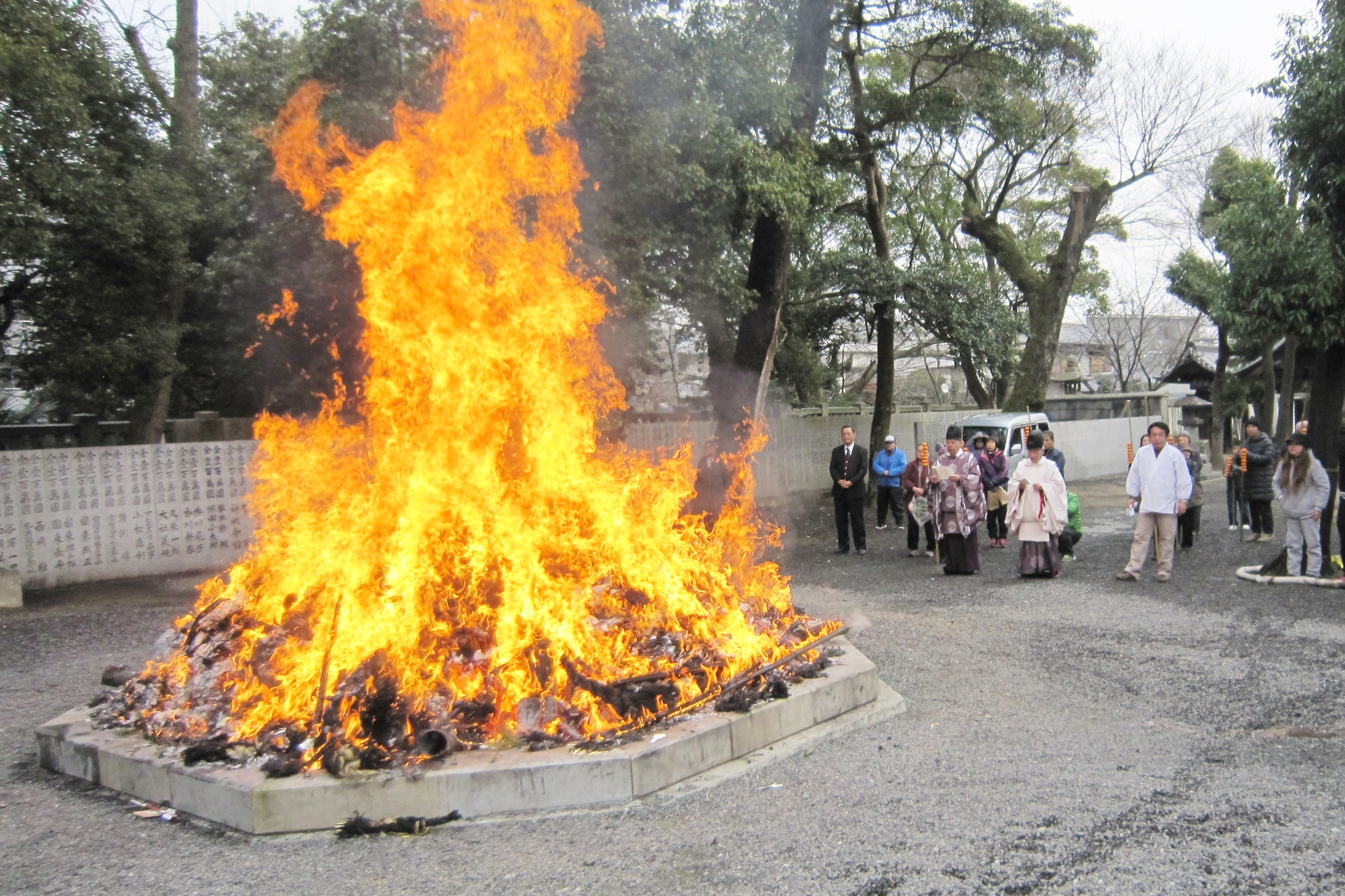
庭燎祭
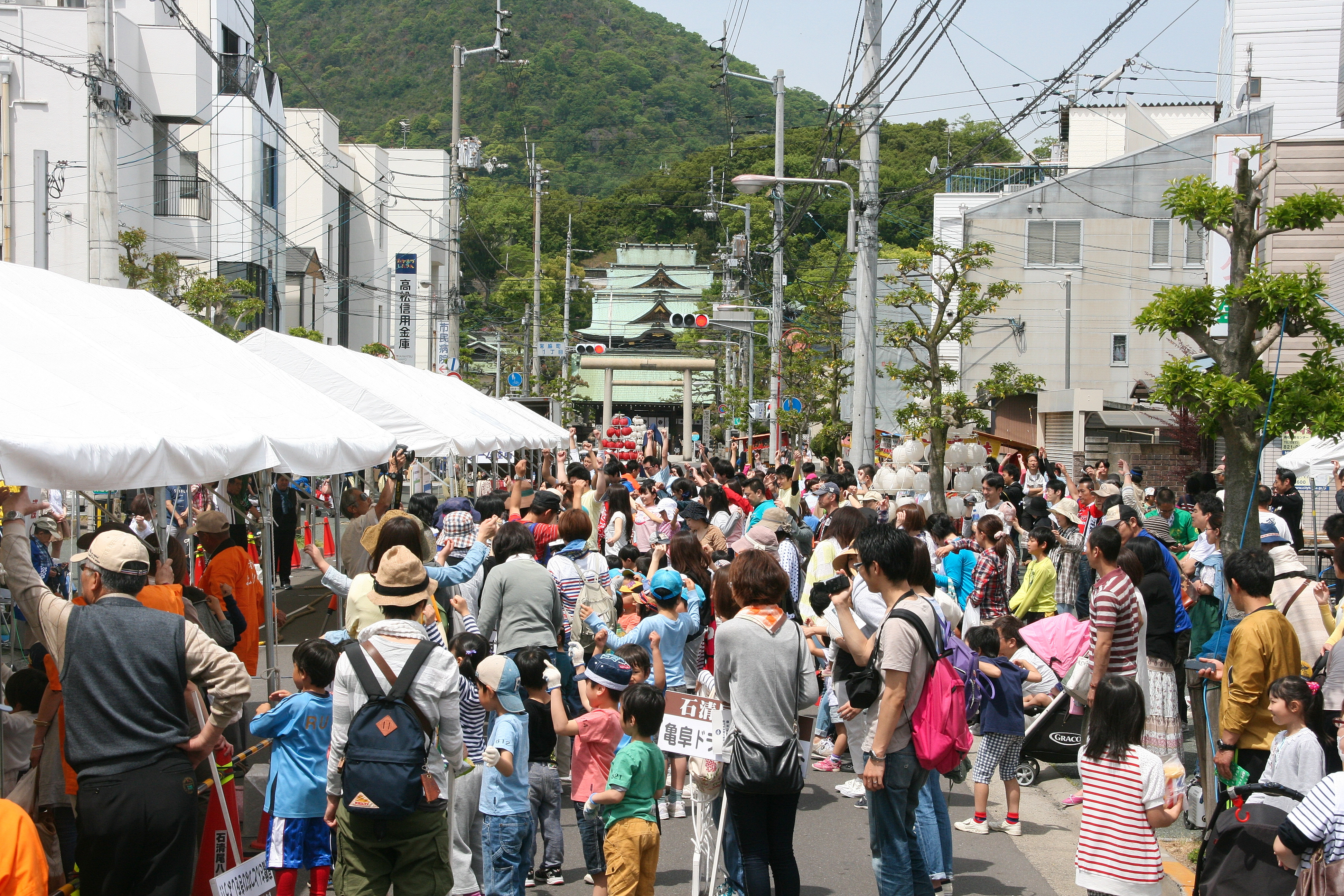
市立祭
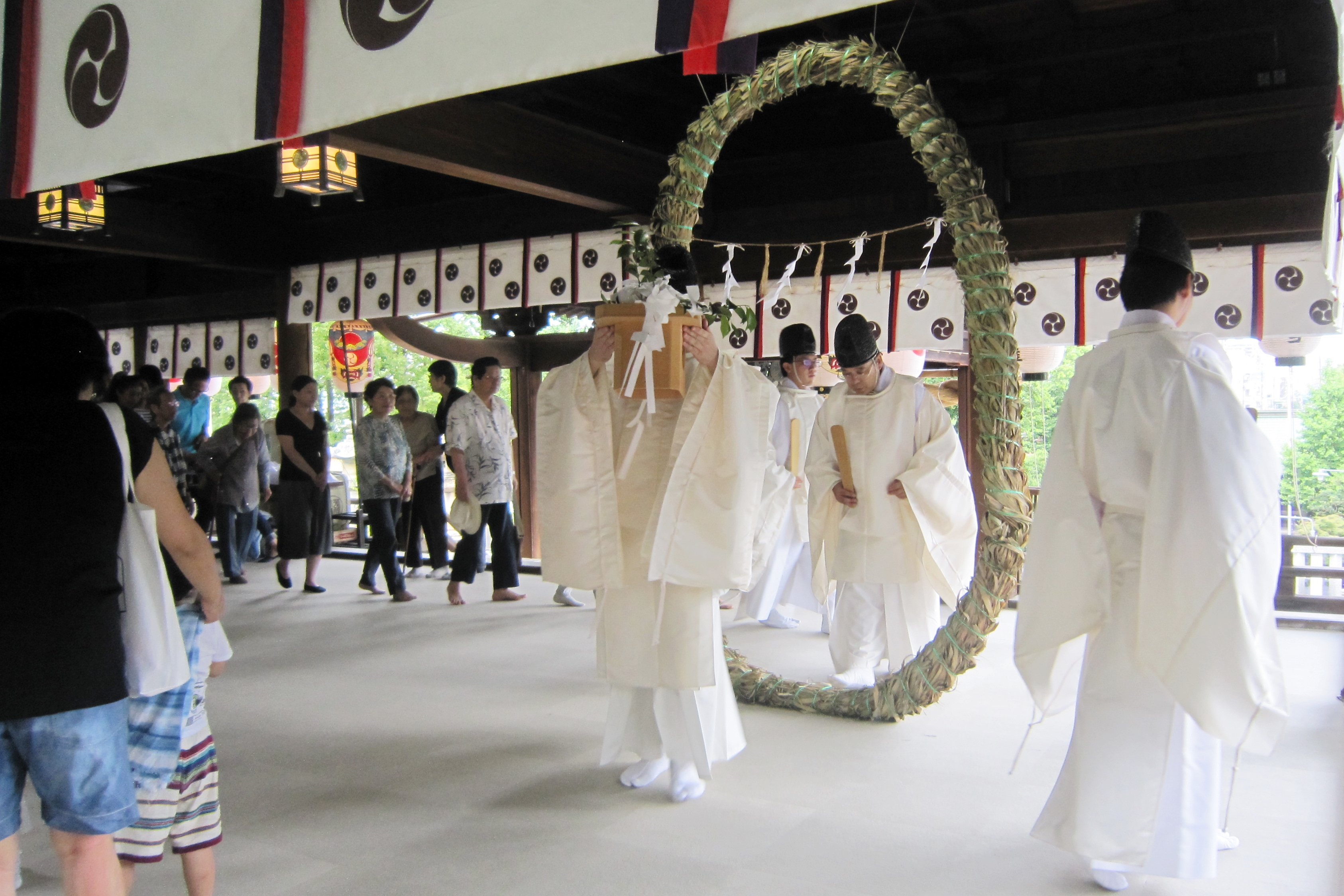
大祓式(夏)
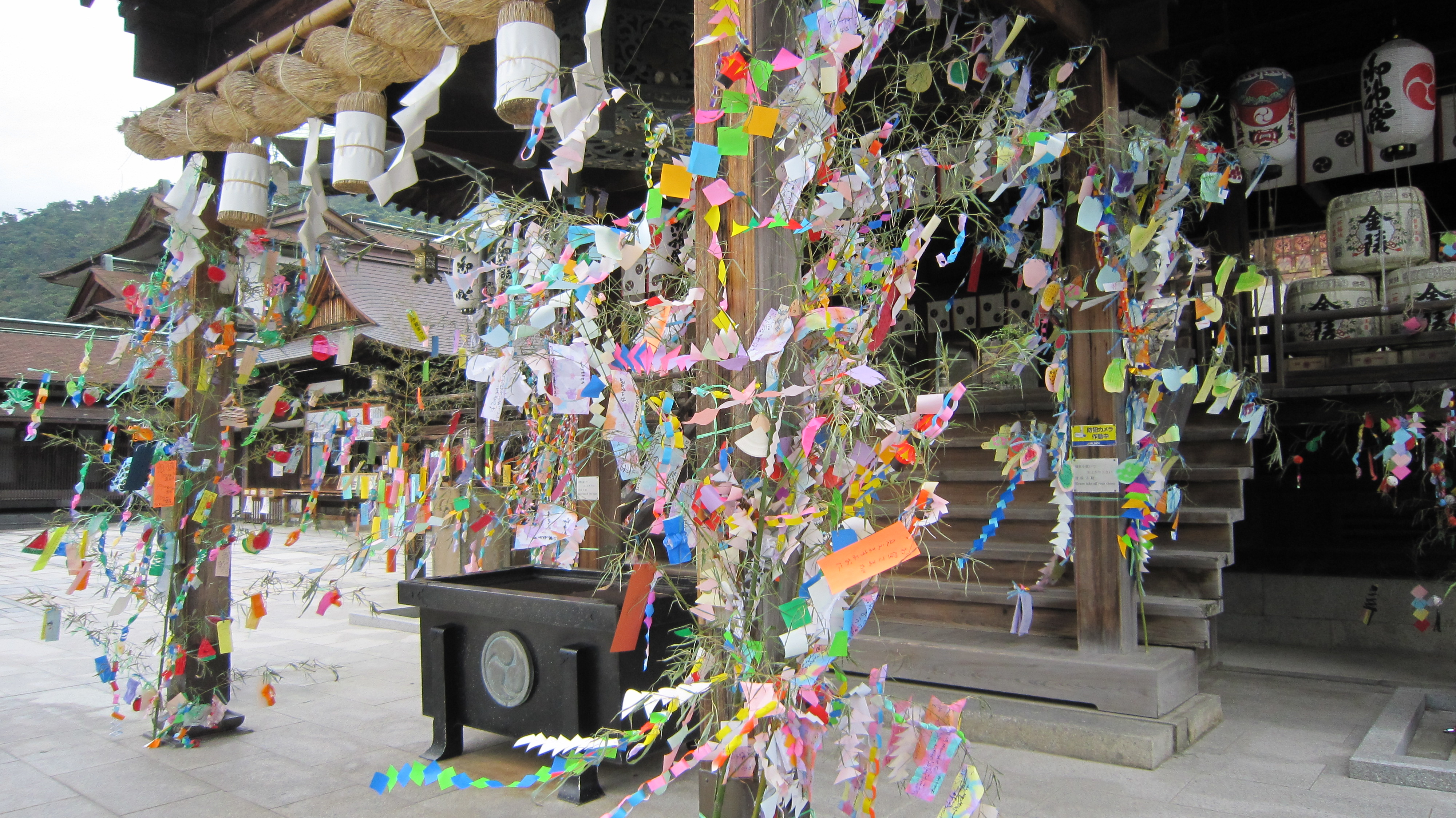
七夕星まつり
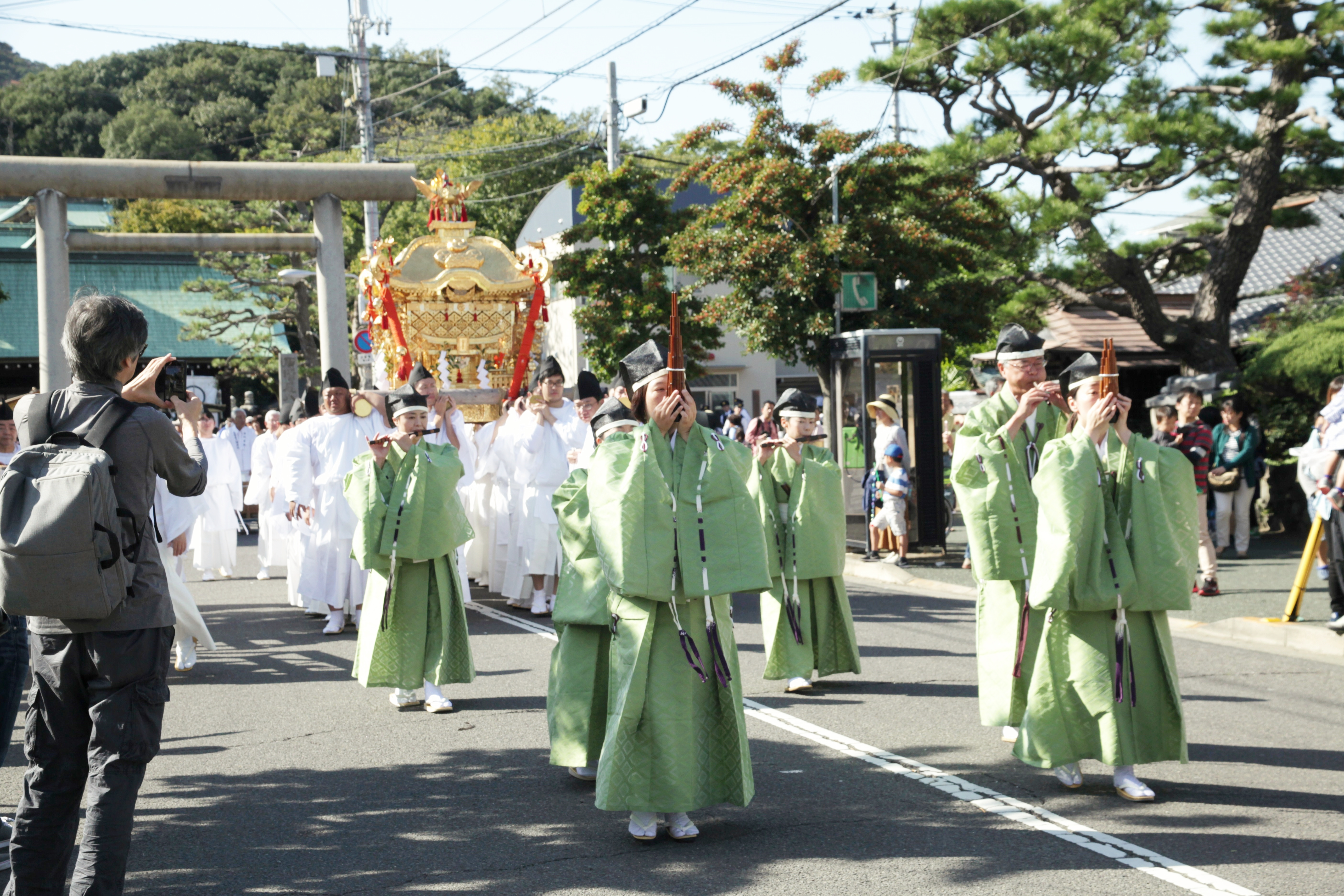
秋季大祭

## 御朱印
常時授与
・石清尾八幡宮　
・蜂穴神社　
・道祖神社　
毎年正月、市立祭、七夕、秋季大祭時には期間限定の御朱印授与。
髪授神祠の御朱印は、１１月～１２月の例祭近くに授与予定。

## 交通アクセス
- JR高徳線栗林公園北口駅：徒歩12分
- ことでんバス市民病院ループバス八幡前バス停：徒歩1分